# 이영철 (발레 무용수)
이영철(1978년 ~ )은 국립발레단에서 활동 중인 대한민국의 발레 무용수이다.

## 소개
2002년에 세종대학교를 졸업하고 국립발레단에 입단하였으며 유니버설 발레단에서도 활동한 적이 있다.

## 수상
- 2000년 전국무용경연대회 최우수상
- 2001년 한국무용협회신인무용콩쿠르 수석상
- 2002년 동아무용콩쿠르 금상
- 2008년 한국발레협회상 당쉬르노브르상

## 작품
- 백조의 호수 지그프리드,로트바르트 역
- 지젤 알브레히트,힐라리온 역
- 차이콥스키-삶과 죽음의 미스터리 차이콥스키 역
- 호두까기 인형 인도 인형,왕자 역
- 스파르타쿠스 스파르타쿠스 역
- 로미오와 줄리엣 로렌스 신부 역
- 왕자호동 호동, 필대장군 역
- 돈키호테 에스파다 역
- 라 바야데르 솔로르, 브라만 역
- 카르멘 돈 호세 역
- 봄의 제전 Father 역
- 말괄량이 길들이기 루첸시오 역
- 잠자는 숲속의 미녀 카라보스,스페인 왕자 역
- 안나 카레니나 카레닌 역